# Asakura (Ehime)
La villa de Asakura (朝倉村 Asakura-mura?) fue una villa del distrito de Ochi en la región de Toyo (東予地方 Tōyo-chihō?) de la prefectura de Ehime.

## Características
Era una villa pequeña, pero había mucha gente principalmente de la ciudad de Imabari que se mudaba en busca de vivienda, constituyéndose en una de las pocas villas de la prefectura que tenía una población estable. Cabe aclarar que tampoco fue resultado de algún desarrollo inmobiliario llevado a cabo ni por el ayuntamiento ni por empresas privadas. A pesar de haber sido una villa su población era de 5,000 habitantes, razón por la cual su importancia era comparable al de muchos otros pueblos dentro de la prefectura. 
Se situaba en la zona interior de la llanura de Imabari (今治平野 Imabari-heiya?), limitando con la ciudad de Imabari hacia el norte. Hacia el sur, este y oeste estaba rodeada de zonas montañosas cubiertas de montes. La villa se encontraba en lo que es el curso superior del río Tonda (頓田川 Tonda-gawa?) que nace en lo que fue la Ciudad de Toyo (en la actualidad es parte de la ciudad de Saijo) y desemboca en el mar interior de Seto.
Limitaba con las ciudades de Imabari y Toyo (actualmente parte de la ciudad de Saijo), y el pueblo de Tamagawa del distrito de Ochi (en la actualidad parte de la ciudad de Imabari).

## Historia
- 1879: Se crea la villa de Asakura Nanboku (朝倉南北村 Asakurananboku-mura?).
- 1885: Se escinde en distrito norte y sur.
- 1889: Se reorganiza en las villas de Kamiasakura (上朝倉村 Kamiasakura-mura?) y Shimoasakura (下朝倉村 Shimoasakura-mura?).
- 1956: Se fusionan ambas villas formando la villa de Asakura.
- 2005: El 16 de enero es absorbida junto a otras diez localidades del distrito de Ochi por la ciudad de Imabari.